# مادام ریکوبونی
مادام ریکوبونی (زادهٔ ۲۵ اکتبر ۱۷۱۳ – درگذشتهٔ ۷ دسامبر ۱۷۹۲) نویسنده و طنزپرداز فرانسوی قرن هجدهم میلادی بود.